# Thomas Libiih
Thomas Libiih (né le 17 novembre 1967) est un footballeur international camerounais, ayant notamment participé à l'épopée du Cameroun à la Coupe du monde 1990.

## Carrière en clubs
- jan. 1990? - jan. 1991? : Tonnerre Yaoundé ( Cameroun)
- 1991 - 1994 : ??
- jan. 1994? - jan. 1995 : Ohud Médine ( Arabie saoudite)
- 2001 : LDU Portoviejo ( Équateur)

## Carrière internationale
Il a participé à deux coupes du monde avec l'équipe du Cameroun en 1990, où il n'a joué qu'un match mais le célèbre quart-de-finale contre l'Angleterre, et en 1994 où il participa aux trois matchs de son équipe.

## Palmarès
- 8e-de-finaliste de la Coupe du monde : 1990
- Coupe du Cameroun : 
  - Vainqueur : 1991
  - Finaliste : 1990

Champion d'Afrique u17 can total 2019